# Ролан Петі
Ролан Петі (фр. Roland Petit; 13 січня 1924, Вільмомбль, Сена—Сен-Дені — 10 липня 2011) — французький танцівник і хореограф. Чоловік балерини Зізі Жанмер.

## Біографія
Син власника закусочної, рано виявив інтерес до мистецтва. Батько віддав його до балетної школи Паризької опери, з 1940 Ролан виступав там у кордебалеті. Навчався у Сержа Лифаря і Густава Ріко в балетній школі Паризької опери, які відразу довірили обдарованому молодому танцівникові сольні партії. У 1943 Серж Лифар доручив йому сольну партію у своєму балеті «Любов-чарівниця» на музику Мануеля де Фальї. З 1945 року створював власні постановки в театрі Маріньї разом з балериною Зізі Жанмер (Zizi Jeanmaire), яка згодом стала його дружиною, і в театрі Сари Бернар.
У 1945 очолив балетну трупу паризького Театру Сари Бернар, поставив балет «Комедіанти» на музику Анрі Соге. У тому ж році створив власну трупу «Балет Єлисейських полів» (проіснувала до 1947), у 1946 показав балет «Юнак і смерть» за сценарієм Жана Кокто на музику Й. С. Баха, який увійшов — як і пізніший балет «Вовк» — у класику світового балетного мистецтва.
У 1948 створив нову трупу «Балет Парижа», в неї, серед інших, входила Марго Фонтейн. У 1954 одружився з зіркою балету Зізі Жанмер.
У 1972 став засновником Марсельського балету, яким керував багато років.
Створював постановки для найбільших зірок світового балету (Майя Плісецька, Рудольф Нурієв, Михайло Баришников та інших). Працював в кіно, співпрацював з Івом Сен-Лораном, Крістіаном Діором, Сержем Генсбуром, Пікассо, Максом Ернстом, Жаном Карз, Жаном Тенглі, Нікі де Сен-Фалло та іншими. Ставив спектаклі на найкращих сценах світу (на його рахунку понад 50 постановок). Лібрето для Петі писали Жорж Сіменон, Жак Превер, Жан Ануй, музику — Анрі Дютійо.

## Обрані постановки
- Герніка / Guernica (1945)
- Юнак і смерть / Le jeune homme et la mort (1946)
- Les forains (1948)
- Кармен / Carmen (1949)
- Ballabile (1950)
- Вовк / Le loup (1953)
- Notre-Dame de Paris (1965)
- Paradise Lost (1967)
- Roland Petit Ballet (1973)
- «Proust, ou Les intermittences du coeur» (1974)
- Коппелія / Coppélia (1975)
- Фантастична симфонія / Symphonie phantastique (1975)
- Привид опери / Le phantôme de l'Opéra
- Les amours de Frantz (1981)
- The Blue Angel (1985)
- Clavigo (1999)
- Les chemins de la création (2004)
- «Юнак і смерть» (2010, Большой театр)

## Мемуари
- J'ai dansé sur les flots (1993, рос. пер. 2008)

## Визнання і нагороди
- Офіцер Національного ордена за заслуги в області літератури і мистецтва (1965),
- кавалер Ордена Почесного легіону (1974),
- лауреат головної Національної премії Франції в області літератури і мистецтва (1975),
- лауреат Державної премії Російської Федерації за постановку балету «Пікова дама» в Большому театрі (2001)
- та інші нагороди.